# 2023 FNS歌謡祭
『2023 FNS歌謡祭』（2023 エフエヌエスかようさい）は、フジテレビ系列で2023年12月6日 18:30 - 23:28（JST）・12月13日 18:30 - 23:03（JST）に生放送された通算52回目の『FNS歌謡祭』である。

## 概要
2023年11月22日にフジテレビから番組の放送日時・司会者・一部の出演アーティストが発表された。総合司会は『2019 FNS歌謡祭』より引き続き、活動休止中の嵐の相葉雅紀が担当して、前年まで共に司会を務めていたフジテレビアナウンサーの永島優美が産休に入っているため本年は代打司会として同じくフジテレビアナウンサーの井上清華が担当した。
2015年 - 2022年に引き続き、9年連続で本年も当番組では2DAYS・2週連続として2回に分けて生放送された。本年は前年に引き続き、第1夜・第2夜共に開始時間が18:30開始で、第1夜・第2夜共に終了時間が23時越えとなった。第1夜は12月6日 18:30 - 23:28（JST）に、第2夜は12月13日 18:30 - 23:03（JST）に生放送された。また、本年もそれぞれ4時間58分と4時間33分（2週合計9時間31分）の大長編となった。
12月6日（第1夜）の平均視聴率は第1部（18:30 - 19:00）が6.0%、第2部（19:00 - 23:00）が9.8%、第3部（23:00 - 23:28）が6.2%であった（ビデオリサーチ調べ、関東地区・世帯・リアルタイム）。
12月13日（第2夜）の平均視聴率は第1部（18:30 - 19:00）が5.4%、第2部（19:00 - 23:03）が8.4%であった（ビデオリサーチ調べ、関東地区・世帯・リアルタイム）。

## 当日のステージ

### 第1夜
トップバッターでは、AIが初めて担当して「ハピネス」を披露した。また、一部の出演アーティストもダンスで参加した。大トリでは、GENERATIONS from EXILE TRIBEが初めて担当して「Diamonds」を披露した。
ウマ娘 プリティーダービーは、同局の競馬番組『みんなのKEIBA』を意識した演出が行われた。出演したキャストのうち、2回目の出演となったのはトウカイテイオー役のMachicoのみで、ほかの6人は『FNS歌謡祭』初出演となった。
第1夜では、SMILE UP.からは堂本光一、関ジャニ∞、Snow Manの3組が出演した。
出演アーティストは全52組で、全52曲中11曲がコラボレーション（共演）で披露された。
さらに、『FNS歌謡祭』が翌年で放送50周年の節目を迎える記念として過去に放送されたパフォーマンスの中から厳選された名場面集が番組の随所で行われた。また、VTRの中には追悼の意を込めて今年逝去した谷村新司やKANなどの名場面も振り返った。

### 第2夜
トップバッターでは、THE ALFEEとガチャピン・ムックがコラボレーションして「星空のディスタンス」を披露した。また、ガチャピン・ムックは初めて担当して、THE ALFEEは冬の『FNS歌謡祭』では初めて担当となる。大トリでは、前年に引き続き、ASKAが2年連続で担当して「地球という名の都」を披露した。
第2夜では、SMILE UP.からはKinKi Kids、SixTONESの2組が出演した。また、それぞれが披露した最新曲「シュレーディンガー」と「アンセム」はどちらもこれがテレビ初披露だった。
番組中盤では、今年デビュー20周年を迎えたスキマスイッチが複数組の出演アーティストとの共演で4曲のスペシャルコラボメドレーを披露した（下記参照）。
出演アーティストは全51組で、全53曲中14曲がコラボレーション（共演）で披露された。

### 全体（第1夜・第2夜）
新しい学校のリーダーズ、Ado、INI、ano、ウルトラズ、海宝直人、かまいたち、キタニタツヤ、ClariS、K、小堺一機、渋谷凪咲、女王蜂、ダイアン、高嶺のなでしこ、竹内涼真、Night Tempo、仲宗根泉、ハライチ、ハローキティ、坂東玉三郎、BE:FIRST、羊文学、フジコーズ、FRUITS ZIPPER、宝鐘マリン、僕が見たかった青空、三木道三、見取り図、LE SSERAFIMの28組のアーティストが『FNS歌謡祭』に初出演した。
宝鐘マリンは番組史上初めてとなるバーチャルYouTuberの出演でもあった。なお、出演が有力視されていた星街すいせいは、「YouTube Fanfest 2023」に出演した関係で出演が見送られた。
第1夜・第2夜のどちらにも出演したアーティストはガチャピン・ムック、King Gnu、堂本光一、福山雅治、三浦大知、ゆずの6組。
第1夜・第2夜合わせて、出演アーティストは98組・披露された楽曲は105曲・披露されたコラボレーション（共演）は25共演となった。
観月ありさは2014年以来の9年ぶり、ヒロミは2015年以来の8年ぶり、ウルフルズは2016年以来の7年ぶり、モーニング娘。'23は2018年以来の5年ぶり、GACKT・松任谷由実は2020年以来の3年ぶり、所ジョージ・ももいろクローバーZは2021年以来の2年ぶりの『FNS歌謡祭』の出演となった。
第1夜に上白石萌歌、第2夜に上白石萌音がそれぞれ出演して、実姉妹が2週連続で単独出演した。
AKB48の本田仁美・大西桃香・柏木由紀・岡部麟・小田えりな、乃木坂46の山下美月・向井葉月、櫻坂46の小林由依、モーニング娘。'23の石田亜佑美・生田衣梨奈・小田さくら、GENERATIONS from EXILE TRIBEの関口メンディーにとって最後の『FNS歌謡祭』の出演となった。関ジャニ∞は2024年2月4日よりグループ名をSUPER EIGHTに改名して再始動したため、関ジャニ∞名義として『FNS歌謡祭』に出演するのはこれが最後となった。
Liella!の1期メンバーは3年連続の出演、2期メンバーは2年連続の出演となったが、3期メンバーであるウィーン・マルガレーテ役の結那、鬼塚冬毬役の坂倉花の2人は『FNS歌謡祭』初出演となった。
また、本年の『FNS歌謡祭』では第1夜にDA PUMP×ハライチ、第2夜にウルフルズ×ウルトラズといった“アーティスト”と“お笑い芸人”のコラボステージとして『FNSラフ&ミュージック〜歌と笑いの祭典〜』のような特別演出が行われた。

## 出演者

### 司会
- 相葉雅紀（嵐）
- 井上清華（フジテレビアナウンサー）

### 出演アーティスト

#### 第1夜（出演アーティスト）
- AI
- adieu
- Ado
- 石崎ひゅーい
- 井上芳雄
- ウマ娘（スペシャルウィーク役：和氣あず未、トウカイテイオー役：Machico、ウオッカ役：大橋彩香、ダイタクヘリオス役：山根綺、サトノダイヤモンド役：立花日菜、キタサンブラック役：矢野妃菜喜、シンボリクリスエス役：春川芽生）
- EIKO
- 上白石萌歌
- 海宝直人
- ガチャピン・ムック
- 関ジャニ∞[注 27]
- 木梨憲武
- King Gnu
- 工藤静香
- ClariS
- K（&TEAM）
- 劇団四季『アナと雪の女王』
- 郷ひろみ
- 三代目 J SOUL BROTHERS from EXILE TRIBE
- JO1
- ジェジュン
- GENERATIONS from EXILE TRIBE
- 柴咲コウ
- 渋谷凪咲 with ダイアン、かまいたち[注 28]、見取り図
- JUJU
- 女王蜂
- SUPER BEAVER
- Snow Man
- SEVENTEEN
- DA PUMP
- DISH//
- 所ジョージ
- NiziU
- 乃木坂46
- 浜崎あゆみ
- ハライチ
- 坂東玉三郎
- BE:FIRST
- ヒロミ
- 福山雅治
- 松下洸平
- 松任谷由実
- 三浦大知
- 水樹奈々
- 宮野真守
- ミュージカル『チャーリーとチョコレート工場』カンパニー（堂本光一、観月ありさ、小堺一機）
- 森高千里
- 薬師丸ひろ子
- 優里
- ゆず
- LA DIVA（森山良子、平原綾香、新妻聖子、サラ・オレイン）[注 29]
- LE SSERAFIM
- LUNA SEA

太文字は当年のNHK『第74回NHK紅白歌合戦』に出場。

#### 第2夜（出演アーティスト）
- INI
- aiko
- ASKA
- 新しい学校のリーダーズ
- ano
- 生田絵梨花[注 30]
- =LOVE
- ウルトラズ（ジャルジャル：福徳秀介、アイロンヘッド：辻井亮平、クロスバー直撃：渡邊センス）
- ウルフルズ
- AKB48
- ENHYPEN
- GACKT
- ガチャピン・ムック
- 上白石萌音
- キタニタツヤ
- KinKi Kids[注 31]
- King Gnu
- Creepy Nuts
- 櫻坂46
- さだまさし
- THE RAMPAGE from EXILE TRIBE
- THE ALFEE
- スキマスイッチ
- SixTONES
- SEKAI NO OWARI
- Da-iCE
- 高嶺のなでしこ
- 竹内涼真
- TUBE
- DOZAN11（三木道三）
- Night Tempo
- 仲宗根泉（HY）
- ハローキティ[注 32]
- 羊文学
- 広瀬香美
- 福山雅治
- フジコーズ
- FRUITS ZIPPER
- 宝鐘マリン
- 僕が見たかった青空
- マカロニえんぴつ
- 三浦大知
- Mrs. GREEN APPLE
- milet
- モーニング娘。'23
- ももいろクローバーZ
- 山崎育三郎（ミュージカル『トッツィー』カンパニー）
- ゆず
- Liella!
- Little Glee Monster
- 緑黄色社会

太文字は当年のNHK『第74回NHK紅白歌合戦』に出場。

### ゲスト
- 石川梨華 - モーニング娘。'23とAKB48の柏木由紀のコラボパフォーマンス直後に出演。グループの卒業を控える柏木が憧れる当時のモーニング娘。メンバーとしてサプライズで出演。
- 後藤淳平（ジャルジャル） - ウルトラズとウルフルズのコラボパフォーマンス中に出演。
- 佐久間宣行・伊藤俊介（オズワルド）・森田哲矢（さらば青春の光） - フジコーズがレギュラー出演している同局の深夜番組『オールナイトフジコ』のMC陣。フジコーズのパフォーマンス前後に出演[7]。

### 音楽・演奏
- 武部聡志音楽団

第1夜
音楽監督&Pf.：武部聡志／演奏：Dr. 村石雅行・鶴谷智生、Ba. 浜崎賢太、Gt. 遠山哲朗・渡辺裕太・福原将宣、Key. 清水俊也、Apf. 宮崎裕介、Cho. 今井マサキ・加藤いづみ・塩原奈美子、MNP. 前田雄吾、Strings. 今野均ストリングス
第2夜
音楽監督&Pf.：武部聡志／演奏：Dr. 村石雅行、Ba. 浜崎賢太、Gt. 遠山哲朗・石原正人、Key. 清水俊也、Cho. 今井マサキ・加藤いづみ、Mp. 鈴木直治、Strings. 今野均ストリングス、Brass. 竹上良成ホーンズ

## セットリスト

### 第1夜（セットリスト）
| 順番 | アーティスト                                      | 楽曲                                              |
| ---- | ------------------------------------------------- | ------------------------------------------------- |
| 1    | AI                                                | ハピネス (2011)                                   |
| 2    | ウマ娘                                            | うまぴょい伝説 (2016)                             |
| 3    | DA PUMP×ハライチ                                  | U.S.A. (2018/DA PUMP)                             |
| 4    | BE:FIRST                                          | Boom Boom Back                                    |
| 5    | 柴咲コウ                                          | 月のしずく (2003/RUI)                             |
| 6    | 乃木坂46                                          | Monopoly                                          |
| 7    | LA DIVA                                           | アイドル (YOASOBI)                                |
| 8    | ClariS                                            | 淋しい熱帯魚 (1989/Wink)                          |
| 9    | BE:FIRST                                          | Automatic (1998/宇多田ヒカル)                     |
| 10   | adieu                                             | 楓 (1998年/スピッツ)                              |
| 11   | 渋谷龍太(SUPER BEAVER)                            | 長い間 (1998/Kiroro)                              |
| 12   | 劇団四季「アナと雪の女王」                        | ありのままで (2013)                               |
| 13   | LUNA SEA                                          | ROSIER (1994)                                     |
| 14   | 渋谷凪咲 with ダイアン、かまいたち、見取り図      | 人生は長いんだ                                    |
| 15   | 工藤静香×宮野真守                                 | Blue Velvet (1997/工藤静香）                      |
| 16   | 薬師丸ひろ子                                      | トゥモロー                                        |
| 17   | 森高千里×ガチャピン・ムック                       | ロックン・オムレツ (1994/森高千里)                |
| 18   | 郷ひろみ×水樹奈々                                 | How many いい顔 (1980/郷ひろみ)                   |
| 19   | ゆず×JO1                                          | 夏色 (1998/ゆず)                                  |
| 20   | 井上芳雄                                          | サークル・オブ・ライフ                            |
| 21   | 水樹奈々×宮野真守                                 | 輝く未来                                          |
| 22   | 松下洸平                                          | 卒業写真 (1975/荒井由実)                          |
| 23   | LA DIVA                                           | 春よ、来い (1994/松任谷由実)                      |
| 24   | 乃木坂46 cheers 松任谷由実 (produced by 小室哲哉) | 守ってあげたい (1981/松任谷由実)                  |
| 25   | FNSダンス選抜チーム                               | G120 & 醜いシンデレラ -FNS Remix- (東京ゲゲゲイ)  |
| 26   | NiziU                                             | Paradise                                          |
| 27   | SEVENTEEN                                         | 今 -明日 世界が終わっても-                        |
| 28   | Ado                                               | 唱                                                |
| 29   | Ado                                               | いばら                                            |
| 30   | Snow Man                                          | Dangerholic                                       |
| 31   | LE SSERAFIM                                       | Eve, Psyche & The Bluebeard’s wife                |
| 32   | 『チャーリーとチョコレート工場』カンパニー        | 見れるって思ってるね?                             |
| 33   | 『チャーリーとチョコレート工場』カンパニー        | ピュア・イマジネーション                          |
| 34   | 関ジャニ∞                                         | 凛 (2021)                                         |
| 35   | 優里                                              | ベテルギウス (2021)                               |
| 36   | 三浦大知                                          | 能動                                              |
| 37   | King Gnu                                          | 硝子窓                                            |
| 38   | JUJU                                              | 飾りじゃないのよ涙は (1984/中森明菜)              |
| 39   | RIKU・MIIHI・NINA(NiziU)                          | 未来予想図II (1989/DREAMS COME TRUE)              |
| 40   | ジェジュン×SUGIZO(LUNA SEA)                       | GLAMOROUS SKY (2005/NANA starring MIKA NAKASHIMA) |
| 41   | 柴咲コウ                                          | 瞳をとじて (2004/平井堅)                          |
| 42   | 三代目 J SOUL BROTHERS                            | STARS                                             |
| 43   | EIKO                                              | DREAMER                                           |
| 44   | 浜崎あゆみ                                        | A Song for ×× (1999)                              |
| 45   | 福山雅治                                          | 想望                                              |
| 46   | 坂東玉三郎×海宝直人                               | 少年時代 (1990/井上陽水)                          |
| 47   | 女王蜂                                            | メフィスト                                        |
| 48   | 木梨憲武×ヒロミ×所ジョージ                        | 空を見上げた                                      |
| 49   | 石崎ひゅーい                                      | 虹 (2020/菅田将暉)                                |
| 50   | SUPER BEAVER                                      | 決心                                              |
| 51   | DISH//                                            | Dreamer Drivers                                   |
| 52   | GENERATIONS                                       | Diamonds                                          |

### 第2夜（セットリスト）
| 順番 | アーティスト                              | 楽曲                                            |
| ---- | ----------------------------------------- | ----------------------------------------------- |
| 1    | THE ALFEE×ガチャピン・ムック              | 星空のディスタンス (1984/ALFEE)                 |
| 2    | FRUITS ZIPPER                             | わたしの一番かわいいところ (2022)               |
| 3    | 高嶺のなでしこ                            | 可愛くてごめん (2022/HoneyWorks)                |
| 4    | ano                                       | ちゅ、多様性。 (2022)                           |
| 5    | 新しい学校のリーダーズ                    | 狙いうち (1973/山本リンダ)                      |
| 6    | ASKA                                      | PRIDE (1989/CHAGE&ASKA)                         |
| 7    | モーニング娘。'23                         | すっごいFEVER!                                  |
| 8    | モーニング娘。'23×柏木由紀(AKB48)         | 恋愛レボリューション21 (2000/モーニング娘。)    |
| 9    | 僕が見たかった青空                        | 卒業まで                                        |
| 10   | 宝鐘マリン                                | 美少女無罪♡パイレーツ                           |
| 11   | 福山雅治                                  | Squall (1999)                                   |
| 12   | 福山雅治                                  | 虹 (2003)                                       |
| 13   | Mrs. GREEN APPLE                          | ANTENNA                                         |
| 14   | 緑黄色社会                                | サマータイムシンデレラ                          |
| 15   | SEKAI NO OWARI                            | 最高到達点                                      |
| 16   | ウルトラズ×ウルフルズ                     | 太陽に勝つ (ウルトラズ)                         |
| 17   | ウルフルズ×ウルトラズ                     | ガッツだぜ!! (1995/ウルフルズ)                  |
| 18   | ENHYPEN                                   | Sweet Venom                                     |
| 19   | 櫻坂46                                    | 承認欲求                                        |
| 20   | milet                                     | Anytime Anywhere                                |
| 21   | キタニタツヤ                              | 青のすみか                                      |
| 22   | 新しい学校のリーダーズ                    | オトナブルー(ハイパースクールRemix)             |
| 23   | Mrs. GREEN APPLE                          | ケセラセラ                                      |
| 24   | aiko                                      | 星の降る日に                                    |
| 25   | Creepy Nuts                               | ビリケン                                        |
| 26   | KinKi Kids                                | シュレーディンガー                              |
| 27   | スキマスイッチ×花村想太・大野雄大(Da-iCE) | 全力少年 (2005/スキマスイッチ)                  |
| 28   | スキマスイッチ×はっとり(マカロニえんぴつ) | 藍 (2006/スキマスイッチ)                        |
| 29   | スキマスイッチ×上白石萌音                 | 奏 (2004/スキマスイッチ)                        |
| 30   | スキマスイッチ×竹内涼真                   | ボクノート (2006/スキマスイッチ)                |
| 31   | King Gnu                                  | SPECIALZ                                        |
| 32   | 羊文学                                    | more than works                                 |
| 33   | TUBE×GACKT                                | サヨナラのかわりに                              |
| 34   | Little Glee Monster                       | UP TO ME!                                       |
| 35   | 山崎育三郎                                | 止められない Unstoppable (『トッツィー』劇中歌) |
| 36   | 生田絵梨花                                | ウィッシュ〜この願い〜                          |
| 37   | =LOVE                                     | ラストノートしか知らない                        |
| 38   | AKB48                                     | アイドルなんかじゃなかったら                    |
| 39   | マカロニえんぴつ                          | リンジュー・ラヴ                                |
| 40   | THE ALFEE×ハローキティ                    | メリーアン (1983/ALFEE)                         |
| 41   | ゆず×櫻坂46                               | ビューティフル (ゆず)                           |
| 42   | 広瀬香美×Night Tempo                      | ロマンスの神様 (1993/広瀬香美)                  |
| 43   | さだまさし×三浦大知                       | 風に立つライオン (1987/さだまさし)              |
| 44   | 仲宗根泉 feat. DOZAN11                    | Lifetime Respect (2001/三木道山)                |
| 45   | SixTONES                                  | アンセム                                        |
| 46   | 上白石萌音                                | ひかりのあと                                    |
| 47   | Da-iCE                                    | ダンデライオン                                  |
| 48   | INI                                       | FANFARE                                         |
| 49   | THE RAMPAGE                               | Summer Riot 〜熱帯夜〜                          |
| 50   | ももいろクローバーZ                       | 誓い未来                                        |
| 51   | Liella!                                   | シェキラ☆☆☆                                     |
| 52   | フジコーズ                                | ウェーイTOKYO                                   |
| 53   | ASKA                                      | 地球という名の都                                |

### VTR
FNS歌謡祭 50周年記念 歴代名演集（第1夜）

## スタッフ
- ナレーション：早見沙織【第2夜】
- セットデザイン：YUKIE WICKSON（越野幸栄）
- 美術プロデューサー：楫野淳司・三竹寛典（共にフジテレビ／フジアール）
- 収録セットデザイン：小濵まほろ（フジテレビ／フジアール）
- アートコーディネーター：鈴木真吾、鈴木あみ、西嶋友里
- 大道具：市川賢人、三田部義広、中島雅之、田中秀和、渡辺桃加、宮路博貴、畠山茂
- アートフレーム：三浦文裕、田中彼方 / 井滝健治【第1夜】
- 電飾：久光義紀、渡辺信一、佐藤徹、平野寛、伊藤伸朗、加藤直
- アクリル装飾：犬塚健、岡元佳規、伊藤幸枝
- 視覚効果：倉谷美奈絵
- 生花装飾：小柳幸絵
- 装飾：高祖朋代
- メイク：藤田真央
- 楽器：島津哲也、齋藤隆之介
- 基礎舞台：林俊光【第1夜】
- LED：川西紘平、桑島亮太、齋藤淳之介 / 河本祥太【第1夜】、石野創太【第2夜】
- CG：古畑資展【第1夜】、岩瀬直孝【第2夜】
- TD：勝村信之（フジテレビ）
- SW：長尾康平、米山和孝 / 馬塲義土（フジテレビ）【第1夜】、斉藤伸介（フジテレビ）【第2夜】
- カメラ：中野誠也、中島佑馬 / 大井允人【第2夜】
- 音声：吉永哲也、高橋敬、伊藤裕二 / 太田航【第1夜】、鹿又健一【第2夜】
- VE：久保島春樹、篠原佑季、関口貴久 / 松本賢二、白波考大、渋谷岳彦、松田和樹【第1夜】、杉本雄亮【第2夜】
- 照明デザイン：西野大介、大野遥平 / 野原健成、三觜繁、藤本潤一、紙透貴仁、水澤みなみ、藤森華【第1夜】、堀江泰輔、森崎靖史、桑原伸也、内山晶裕、奥山大介、浦田知明、石川貢【第2夜】
- 照明営業：佐藤博樹
- PA：本田一智、水野愛里香、荒田計幸【第1夜】、須藤傑、中野忠義【第2夜】 / 築館幸宜
- LSM：中山隆、平岩佐織
- 音楽コーディネート：大滝拓見
- 振付：岡千絵、上山貴行【第1夜】
- 振付アシスタント：岩室ゆみ【第1夜】
- 振付：赤沼秀実 / MONA【第1夜】
- 編成：長嶋大介（フジテレビ）
- 広報：竹田恵理子（フジテレビ）
- ホームページ担当：城増美、渋沢恵
- テロップ送出：草崎祐一郎
- 音響効果：中田圭三、髙橋玲南、温水義成、野呂楓子
- 編集：小島嘉隆・坂本貴志（共に共同エディット）
- MA：藤井啓介（共同エディット）
- タイトルCG：古畑資展【第2夜】
- 編集CG：渡辺之雄、大谷寛
- TK：平野美紀子、髙木美紀 / 海老澤廉子【第1夜】、江野澤郁子【第2夜】
- デスク：富張明子
- 協力：ハーフトーンミュージック
- ロケ協力：味の素スタジアム【第1夜】、東急電鉄【第2夜】
- 美術協力：フジアール、東宝舞台、チトセアート、エスケイシステム、ナカムラ綜美、興進電化、テルミック、コマデン、東京特殊効果、テレフィット、東京TUBE、山田かつら、京花園、サンフォニックス / シミズオクト【第1夜】
- 技術協力：fmt、共同テレビジョン、サンフォニックス、放映サービス、田中電設工業、共立、ワンツー・ワンツー、ウエストワン、明光セレクト、エス・アイ・エス、レントアクト昭特、ロケット、ピーシーライツ、MTプランニング、CODE、デジデリック / ニューテレス、ランダム、dox【第1夜】
- 制作協力：E&W、デジタルスペック
- 衣裳協力：TADASHI SHOJI
- 制作：太田一平・三浦淳（共にフジテレビ）
- エグゼクティブ・プロデューサー：石田弘（フジテレビ）
- 構成：山内浩嗣
- VTR構成：大野ケイスケ【第2夜】
- 制作進行：萩原渓太郎（フジテレビ）【第1夜】
- 編集ディレクター：黒岩栄治、浅尾和寿 / 松本絵理、吉本裕亮【第1夜】、後藤悠樹【第2夜】
- 送出ディレクター：阪本玲以【第1夜】、小野瀬瑞貴【第2夜】
- フロアディレクター：大野悟（クリーク・アンド・リバー社）、望月浩平 / 樋川優美【第1夜】、松舘ちひろ、川上惇・萩原渓太郎（共にフジテレビ）【第2夜】
- プロデューサー：浜崎綾（フジテレビ）【第2夜】、中村峰子（フジテレビ）、土田芳美（ビジュアルコミュニケーションズ）、宇賀神裕子（E&W）、後藤夏美、加藤万貴、早川和希、福井倫子（クリーク・アンド・リバー社）、岩田惠（クリエイターズボックス）、相場優衣子
- 演出：川上惇（フジテレビ）【第1夜】、花輪研斗（E&W）【第2夜】
- 総合演出・プロデューサー：浜崎綾（フジテレビ）【第1夜】、島田和正（フジテレビ）【第2夜】
- 企画制作：フジテレビ編成制作局バラエティー制作センター
- 制作著作：フジテレビ

## 関連番組
- 木7◎×部

当番組の司会を務める相葉雅紀がレギュラー出演している同局のバラエティ番組。
- 土曜スペシャル

2023年12月2日 16:00 - 17:00（JST。同枠第4部）で事前番組を放送。